# Clear (Unix)

Comando clear sendo executado.

clear é um comando Unix  e UNIX like, que limpa o conteúdo da tela de um terminal virtual. O comando não necessita de parâmetros, ele utiliza variáveis do ambiente de trabalho atual para determinar como limpar a tela.

## História
O comando Clear apareceu pela primeira vez no 2.79BSD em 24 de fevereiro de 1979. Em 1985, o comando também foi incluso no Unix 8th edition.

## Opções
O Clear aceita as seguintes flags de opção:
- t (tipo) - indicação do tipo do terminal. Caso omitida, o clear utiliza o valor da variável TERM do shell.
- V (version) - imprime a versão atual do comando na saída padrão.
- x - limpa apenas o conteúdo visível no terminal no momento da execução do comando. (O buffer de scroll não é apagado).